# Linn County (Oregon)
Linn County je okres amerického státu Oregon založený v roce 1847. Správním střediskem je město Albany. Okres je pojmenovaný na počest Lewise F. Linna, amerického doktora a politika z Missouri, který obhajoval osídlení tzv. Oregon Country. V roce 2015 žilo v okrese 120 547 obyvatel.

## Sousední okresy
| Růžice kompasu | Polk County   | Marion County        |                  | Růžice kompasu |
| Růžice kompasu | Benton County | Sever                | Jefferson County | Růžice kompasu |
| Růžice kompasu | Benton County | Linn County (Oregon) | Jefferson County | Růžice kompasu |
| Růžice kompasu | Benton County | Jih                  | Jefferson County | Růžice kompasu |
| Růžice kompasu |               | Lane County          | Deschutes County | Růžice kompasu |